# Google Pixel
 (octobre 2019).
Google Pixel est la gamme d'appareils électroniques grand public commercialisée par Google depuis septembre 2015, prenant la suite des Google Nexus. Elle comprend les smartphones et tablettes Pixel et les ordinateurs portables Chromebook Pixel et Pixelbook, tous fonctionnant sous Chrome OS ou Android.
Les modèles de la gamme, dont l'interface s'appuie sur écran tactile capacitif multipoint, disposent d'un appareil photo qui fonctionne également comme une caméra, d'un système de géolocalisation intégré permettant une localisation en quelques secondes grâce aux systèmes A-GPS, GLONASS, Galileo et Beidou ainsi que d'un logiciel de cartographie numérique (Google Maps) inclus, d'un service de streaming YouTube Music, de clients Internet (Chrome pour naviguer sur le Web, ou Gmail pour envoyer/consulter son courrier électronique), d'applications bureautiques et de fonctions élémentaires telles que les SMS et les MMS ; ils disposent aussi de la messagerie vocale visuelle comme mode d'accès à la messagerie vocale et du Google Play Store, la plateforme de téléchargement de Google qui permet de télécharger des applications, allant des jeux aux utilitaires en passant par la télévision et la presse électronique.
Comme pour les appareils Nexus, Google s'est associé à HTC pour concevoir et fabriquer les premiers smartphones Pixel, mais change ensuite de partenaire pour le Pixel 2 XL, qu'il confie à LG. En septembre 2017, Google rachète à HTC la division chargée du développement des Pixel. Depuis, les appareils sont conçus en interne et leur fabrication est sous-traitée à Foxconn.
Les écouteurs sans fil Pixel Buds sont proposés en accessoires, notamment pour les Pixel 2 et Pixel 3 qui ne possèdent pas de prise jack.

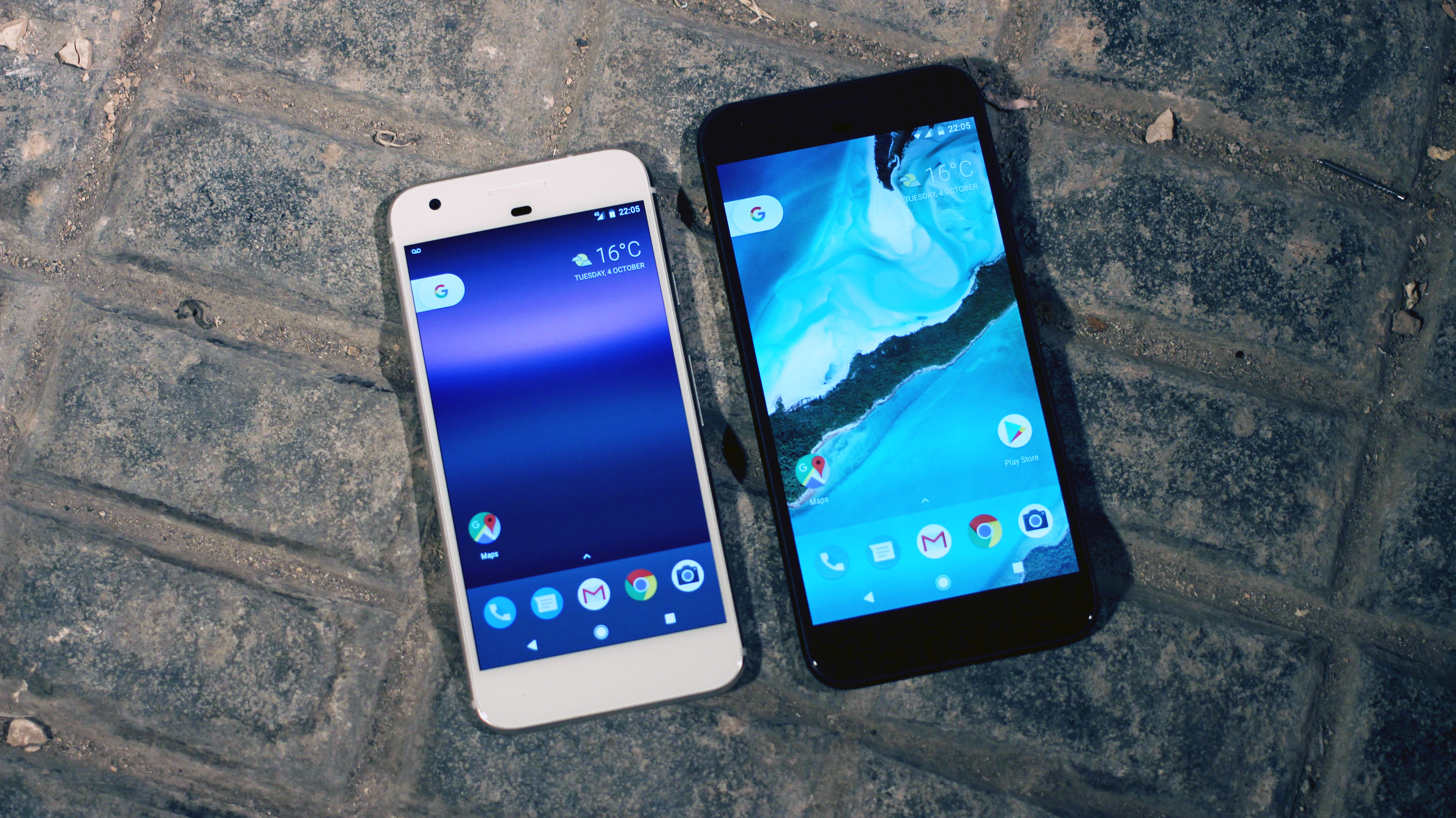
Les smartphones Pixel et Pixel XL.

## Smartphones

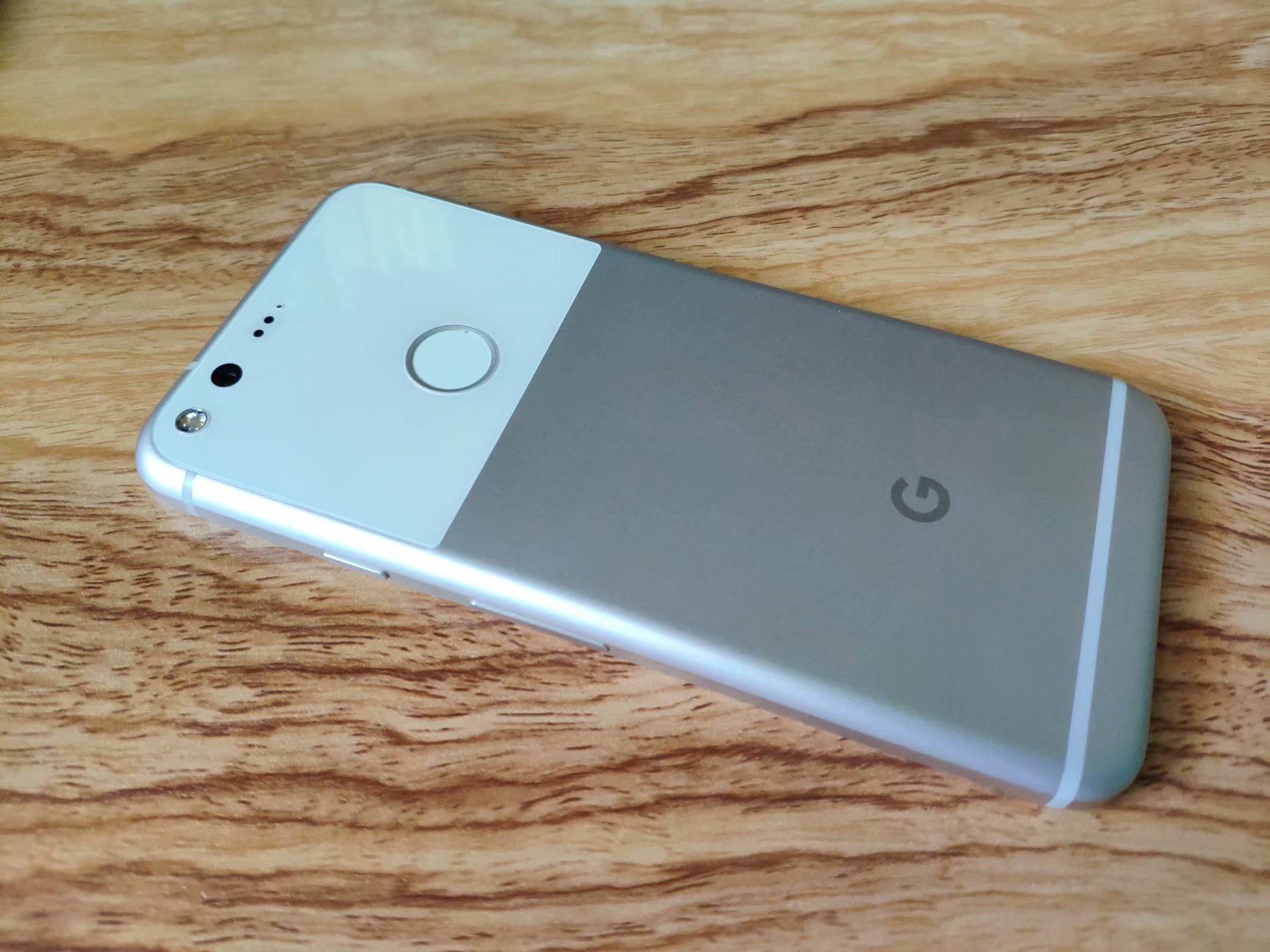
Dos du Pixel première génération

### Pixel et Pixel XL
Google annonce la première génération des smartphones de la gamme Pixel, le Pixel et le Pixel XL, le 4 octobre 2016 lors de la conférence #MadeByGoogle. Ils sont à l'origine équipés de Android 7.1 Nougat et disposent d'un stockage en ligne illimité sur Google Photos.

### Pixel 2 et Pixel 2 XL
Google annonce les nouveaux Pixel 2 et Pixel 2 XL le 4 octobre 2017 lors de la conférence #MadeByGoogle de Google en Californie. Ces deux nouveaux modèles ne sont pas commercialisés par la firme en France, à l'instar de la première génération.

### Pixel 3 et Pixel 3 XL, Pixel 3a et Pixel 3a XL
Google présente officiellement la troisième mouture de la gamme Pixel le 9 octobre 2018 à New York.
Les Pixel 3 et Pixel 3 XL sont sortis en France le 2 novembre 2018.
Le 7 mai 2019, lors de la Google I/O, Google annonce deux modèles milieu de gamme, moins chers, les Pixel 3a (en) et Pixel 3a XL.

### Pixel 4 et Pixel 4 XL, Pixel 4a et Pixel 4a 5G
Les Pixel 4 & Pixel 4 XL sont annoncés le 15 octobre 2019 à New York. Le Pixel 4 arbore un large front abritant des capteurs infrarouges (à l’instar de l’iPhone), mais aussi le Projet Soli du Google ATAP, qui fait son apparition sur le marché pour la première fois, sous le nom de Motion Sense.
Les Pixel 4a & Pixel 4a 5G sont annoncés le 3 août 2020. Le Pixel 4a est sorti début septembre 2020, le Pixel 4A 5G en précommande fin octobre.
Caractéristiques du Pixel 4a:
Ces smartphones sont les premiers de la gamme à être « borderless » (écran couvrant plus de 80% de la surface de la face avant) avec un poinçon en haut à gauche pour la caméra frontale.

### Pixel 5, Pixel 5a
Le Google Pixel 5 est annoncé le 3 août 2020, en même temps que les Pixel 4a, mais présenté le 30 septembre 2020 puis disponible en précommande en octobre.
Les Pixel 5 et 4a 5G sont les premiers de la gamme à permettre l'utilisation des réseaux de téléphonie mobile 5G[réf. souhaitée].
Le Pixel 5a est annoncé le 17 août 2021.
‌

### Pixel 6, Pixel 6 Pro, Pixel 6a

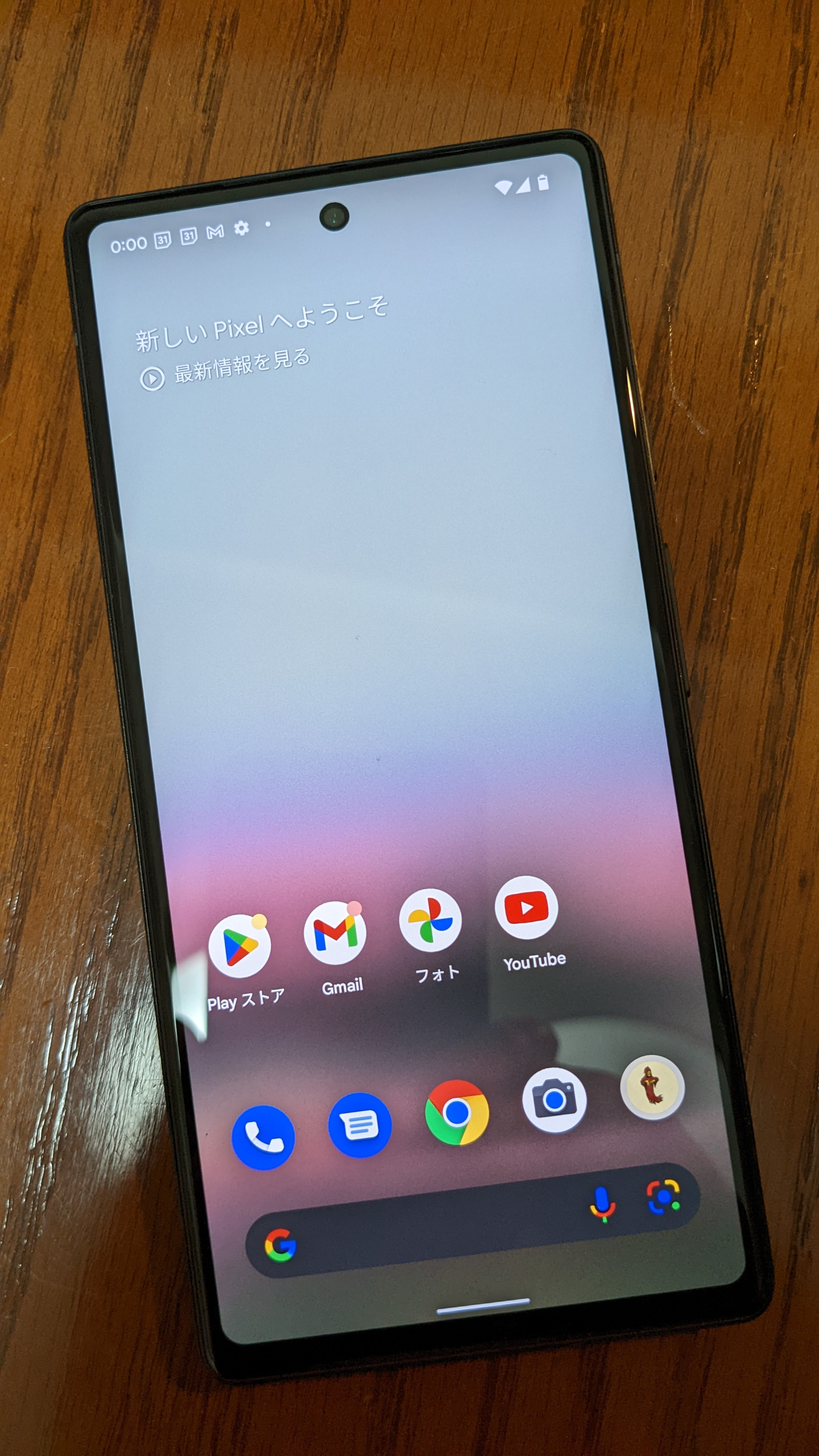
Google Pixel 6a.

Les Google Pixel 6 et 6 Pro sortent en octobre 2021 avec des prix de lancement respectifs de 649€ et 899€. Ils abritent une caméra frontale de type hole-punch (en français : similaire au trou fait par une perforatrice) avec une barre de caméra arrière notable, légèrement en saillie sur l’arrière du téléphone. Il est le Pixel qui a reçu la meilleure critique.
Le Pixel 6 Pro possède trois caméras. Tous ces capteurs captent jusqu'à 150% de lumière en plus par rapport au Pixel 5.
Ils intègrent Android 12 de base avec des mises à jour jusqu'en octobre 2026[source secondaire nécessaire].
Ils sont les premiers Pixels à embarquer le processeur conçu par Google, la puce Tensor[source secondaire nécessaire]
Le Pixel 6a (en) est annoncé le 11 mai 2022.

### Pixel 7, Pixel 7 Pro
Les Google Pixel 7 et 7 Pro (en) sont sortis le 06 octobre 2022 et sont équipé du processeur Google Tensor G2.
Le Google Pixel 7a (en) est sorti le 10 mai 2023 il est équipé du même processeur que le reste de la gamme Pixel 7.

### Pixel 8, Pixel 8 Pro et Pixel 8A
Les Google Pixel 8 et 8 Pro ont été annoncés le 4 octobre 2023.
Le Pixel 8 Pro se décline en 3 capacités de stockage : 128Go, 256Go, et 512Go pour le coloris noir volcanique.
Le Pixel 8 pour sa part ne se décline qu'avec 128Go ou 256Go de stockage.
Le pixel 8A est sorti le 14 mai 2024 lui aussi se décline que en version 128 et 256 gb[source secondaire souhaitée]

### Pixel Fold
Le Google Pixel Fold est sorti le 10 mai 2023. C'est le premier smartphone pliable de Google. Il n'est pas commercialisé en France lors de son lancement[source secondaire souhaitée] mais dans un premier temps, uniquement aux États-Unis, au Japon, en Allemagne et au Royaume-Uni, ainsi que sur le Google Store[source secondaire souhaitée].

### Pixel 9, Pixel 9 Pro (XL) et Pixel 9 Pro Fold
Le Pixel 9, Pixel 9 Pro, Pixel 9 Pro XL et Pixel 9 Pro Fold constituent une gamme de smartphone Sortie le 21 août 2024.

## Tablettes

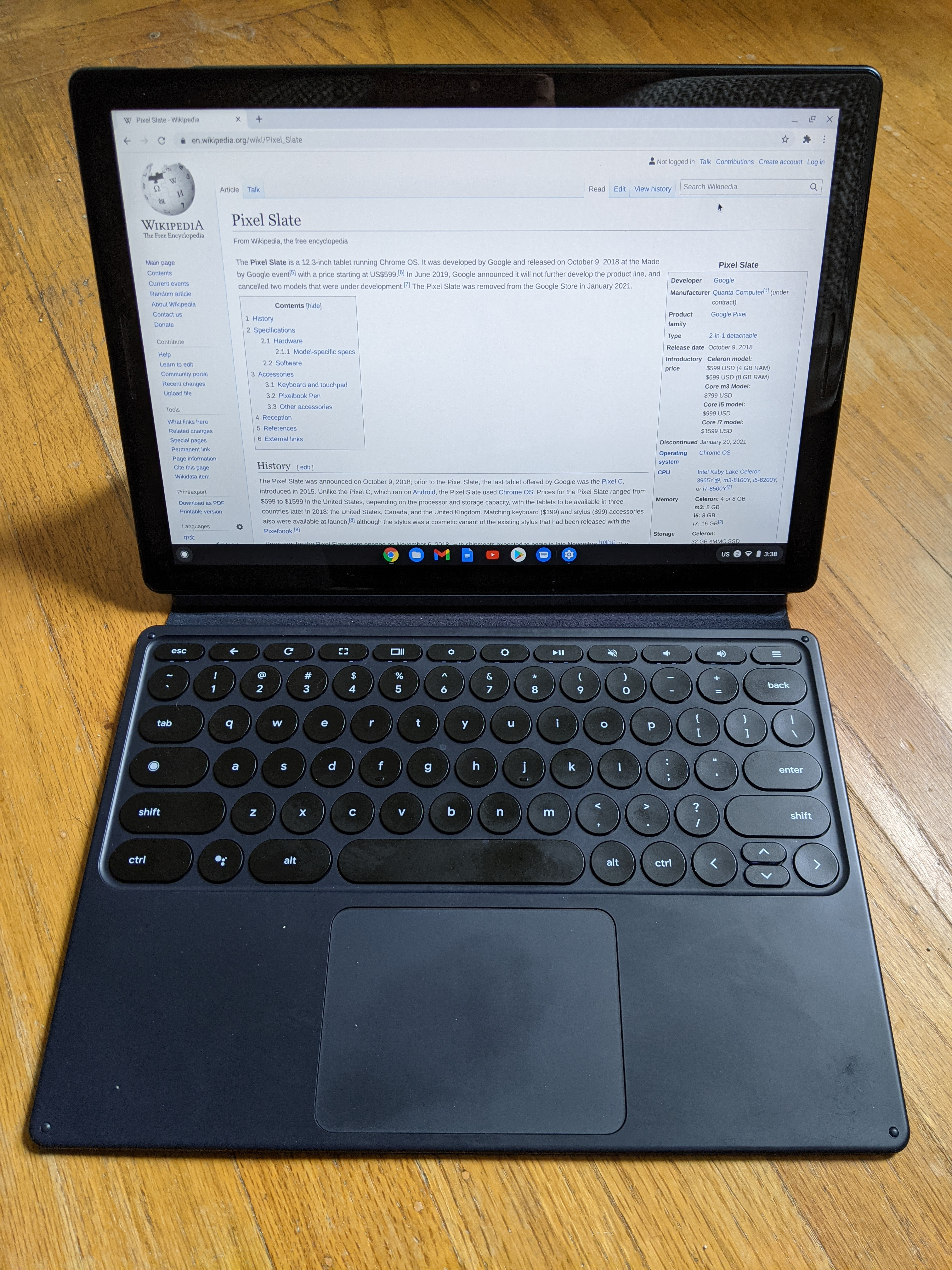
Tablette Pixel Slate, avec son clavier

### Pixel C
Google annonce officiellement lors de la conférence du 29 septembre 2015, en même temps que le Nexus 5X et le Nexus 6P, la Pixel C. La tablette est vendue avec Android 6.0.1 Marshmallow.

### Pixel Slate
En octobre 2018, Google annonce la Pixel Slate, une tablette 10 pouce tournant sous Chrome OS 71. Elle est la remplaçante du Pixel C sorti en 2015. Elle est de couleur bleue. Un clavier et un stylet (Pixelbook Pen) qui sont vendus séparément. Elle possède également un capteur d’empreinte digitale sur le bouton d’allumage, elle est vendue entre 599 et 1 099 $. Cette tablette ne sortira pas en France.

### Pixel Tablet
La Pixel Tablet (en), présentée au Google I/O 2022, est commercialisée le 10 mai 2023.

## Ordinateurs portables

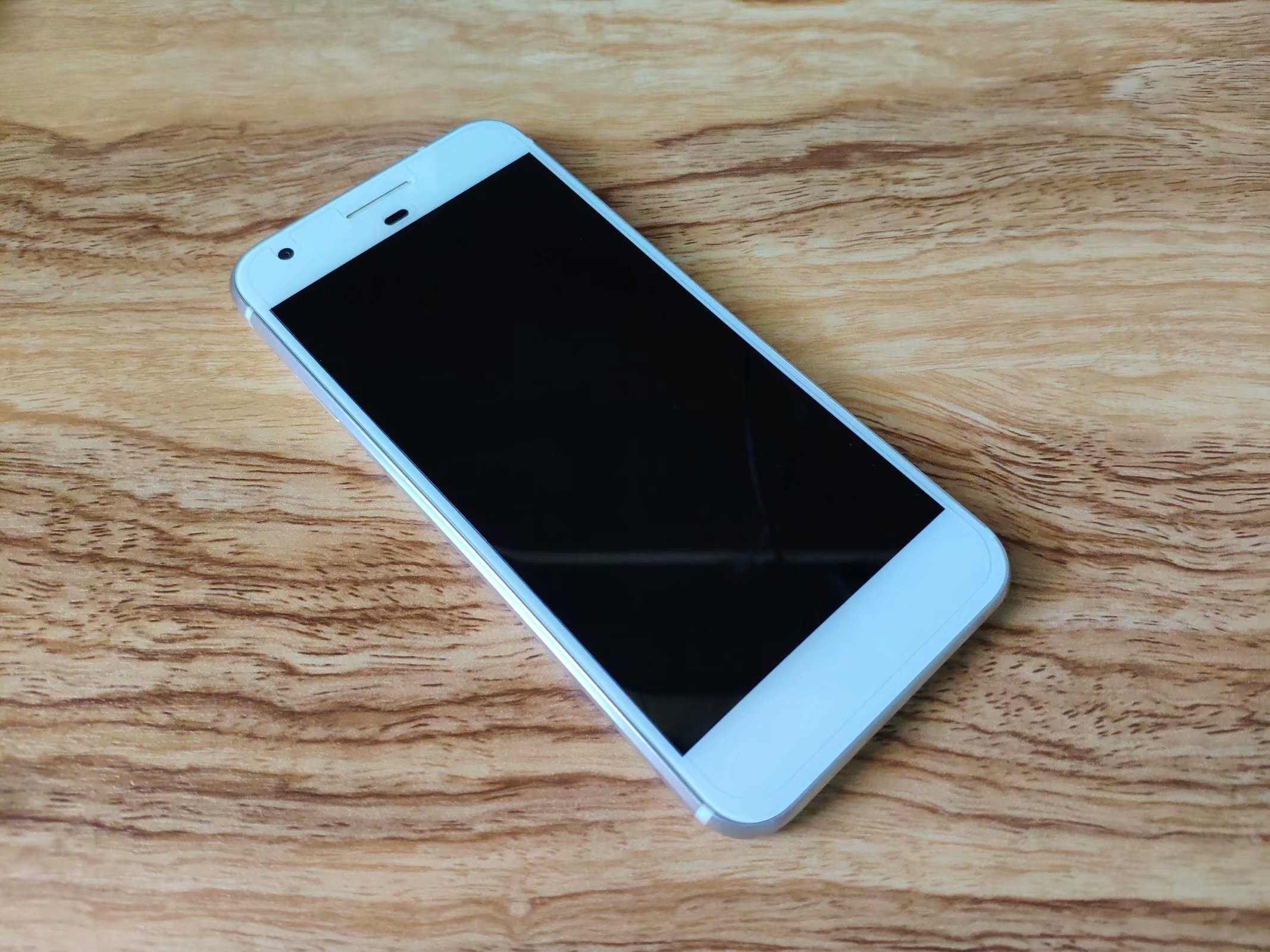
Google Pixel Blanc.

### Chromebook Pixel (2013)
Google annonce la première génération de Chromebook Pixel sur son blog officiel le 21 février 2013. Le Chromebook Pixel propose un port carte SD, un mini Display Port, une prise jack microphone / casque et deux ports USB 2.0.

### Chromebook Pixel (2015)
Le 11 mars 2015, Google annonce la seconde génération de Chromebook Pixel dans un article sur son blog officiel. Google en arrête officiellement la production le 29 août 2016.

### Pixelbook
Le Pixelbook est annoncé le 4 octobre 2017 en même temps que les Pixel 2 et Pixel 2 XL lors de la conférence #MadeByGoogle de 2017.

### Pixelbook Go
Le Pixelbook Go est annoncé le 15 octobre 2019 et commercialisé depuis le 27 octobre suivant.

## Montres intelligentes

### Pixel Watch
La Pixel Watch est une smartwatch présentée par Google en mai 2022 et commercialisée depuis octobre 2022.

### Pixel Watch 2
La Pixel Watch 2 est une smartwatch commercialisée en France depuis octobre 2023. Succédant la Pixel Watch (première génération), elle apporte par rapport à celle-ci une meilleure précision des capteurs ainsi qu'une meilleure autonomie.

### Pixel Watch 3
La Pixel Watch 3 est la première génération des smartwatch de Google étant disponible dans de multiples tailles (41mm et 45mm). Elle apporte une meilleure luminosité ainsi qu'un écran aux bordures plus petites.

## Accessoires

### Pixel Buds
Lors de la conférence d'octobre 2017, Google présente des écouteurs sans fil destinés aux nouveaux Pixel 2 et Pixel 2 XL. Ces écouteurs sans fil ont été conçus pour fonctionner avec Android Marshmallow et ultérieur, et Google Assistant. Les Pixel Buds supportent plus de 40 langues différentes grâce à Google Traduction.

### Pixelbook Pen
Parallèlement au lancement du Pixelbook en octobre 2017, Google a annoncé le Pixelbook Pen, un stylet à utiliser avec le Pixelbook. Il est sensible à la pression et prend en charge Google Assistant. Le stylet est alimenté par une pile AAAA remplaçable et coûte 99 $US.

### Pixel Stand
En octobre 2018, Google a annoncé le Pixel Stand, un chargeur pour téléphone sans fil, aux côtés des smartphones Pixel 3. En plus de la charge sans fil Qi standard de 5 watts, le Pixel Stand dispose d'une charge sans fil de 10 watts utilisant une technologie propriétaire de Google. Il active également un mode logiciel sur le Pixel 3 qui lui permet d'agir comme un écran intelligent similaire au Google Home Hub.